# Pachira aquatica
Pachira aquatica är en malvaväxtart som beskrevs av Jean Baptiste Christophe Fusée Aublet. Pachira aquatica ingår i släktet Pachira och familjen malvaväxter. Utöver nominatformen finns också underarten P. a. manausensis.

## Bildgalleri

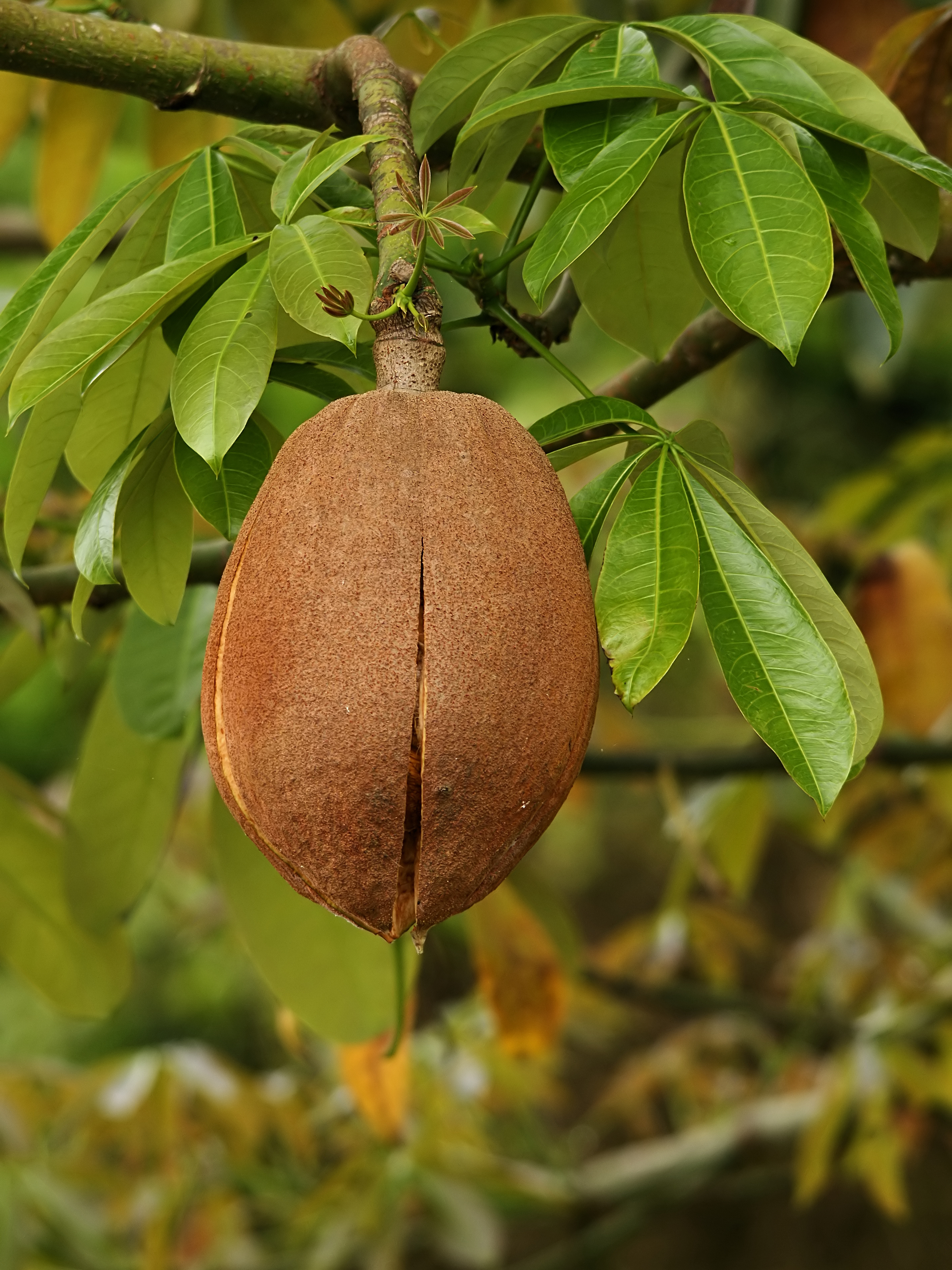
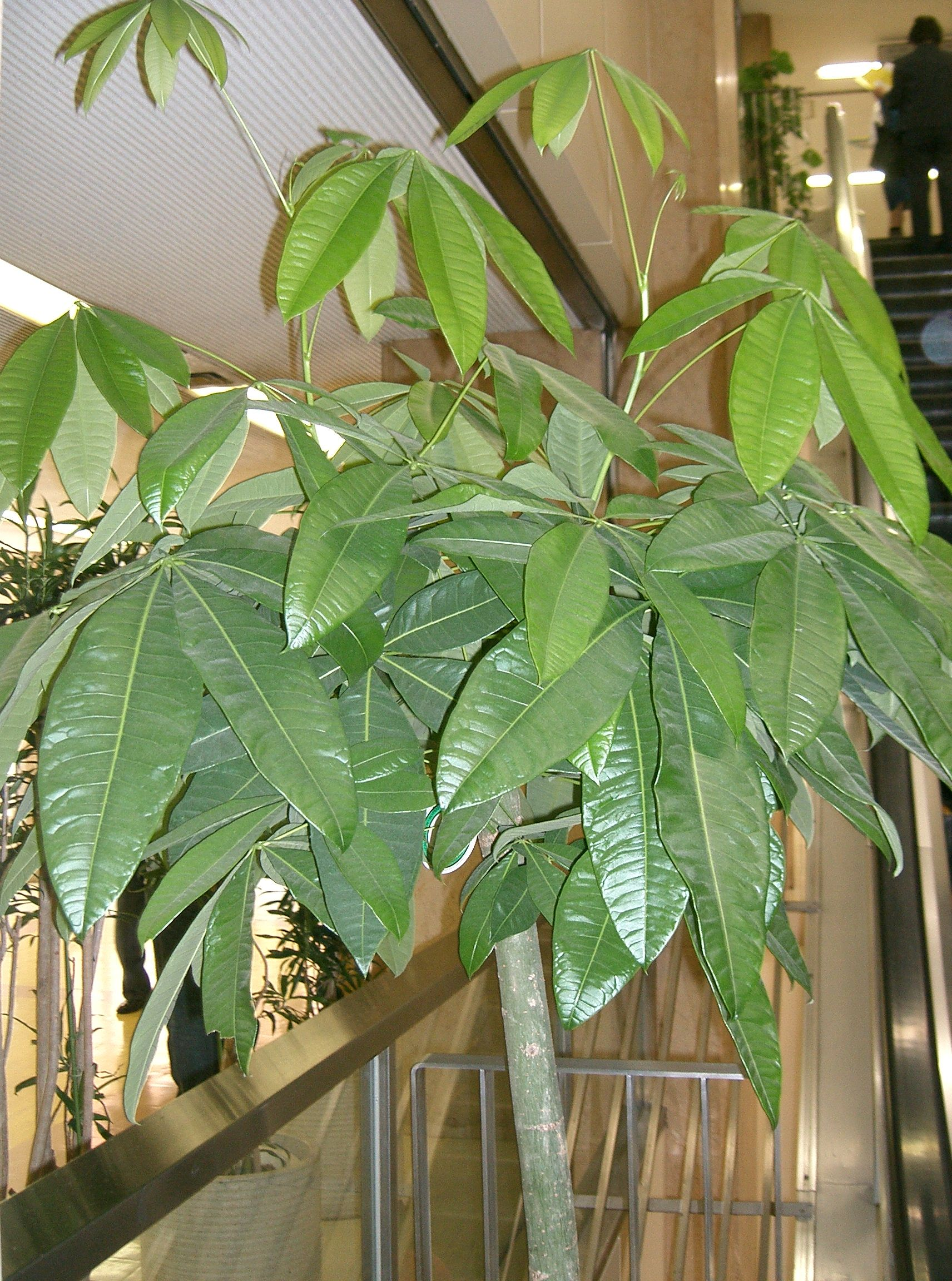
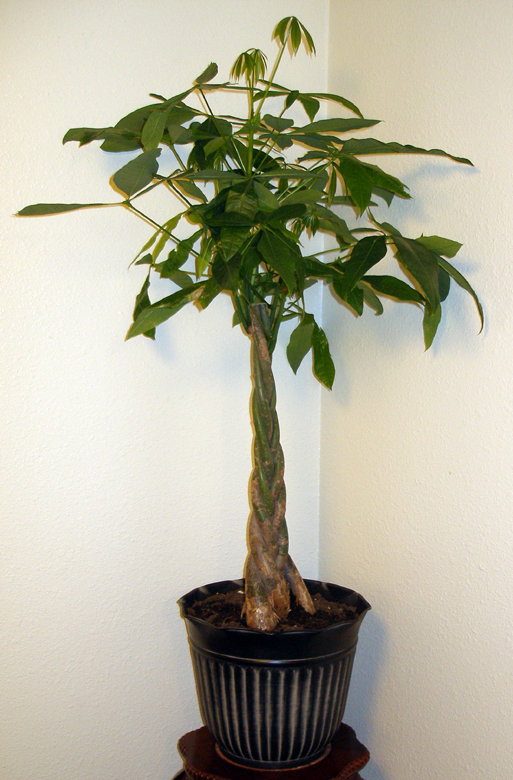
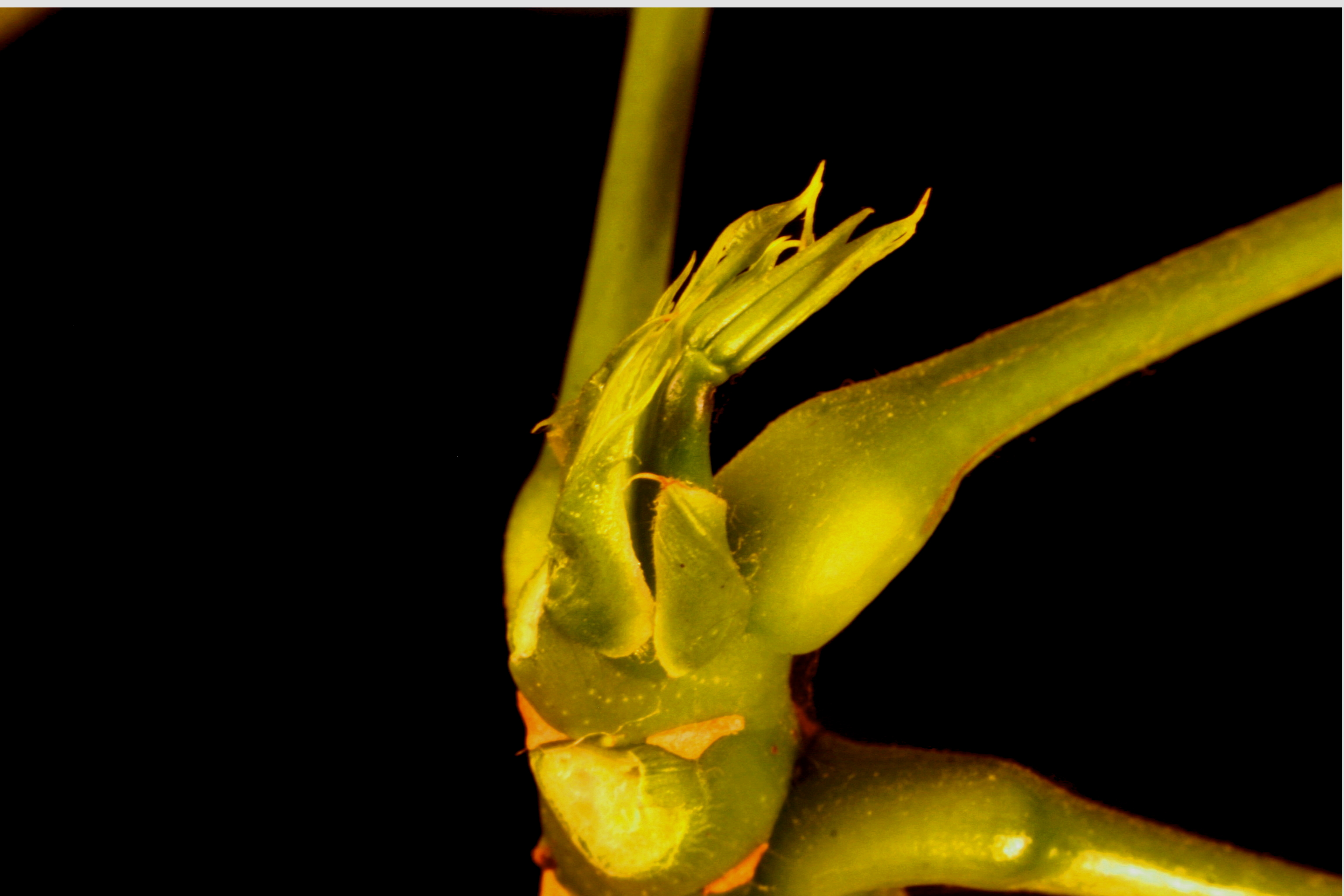
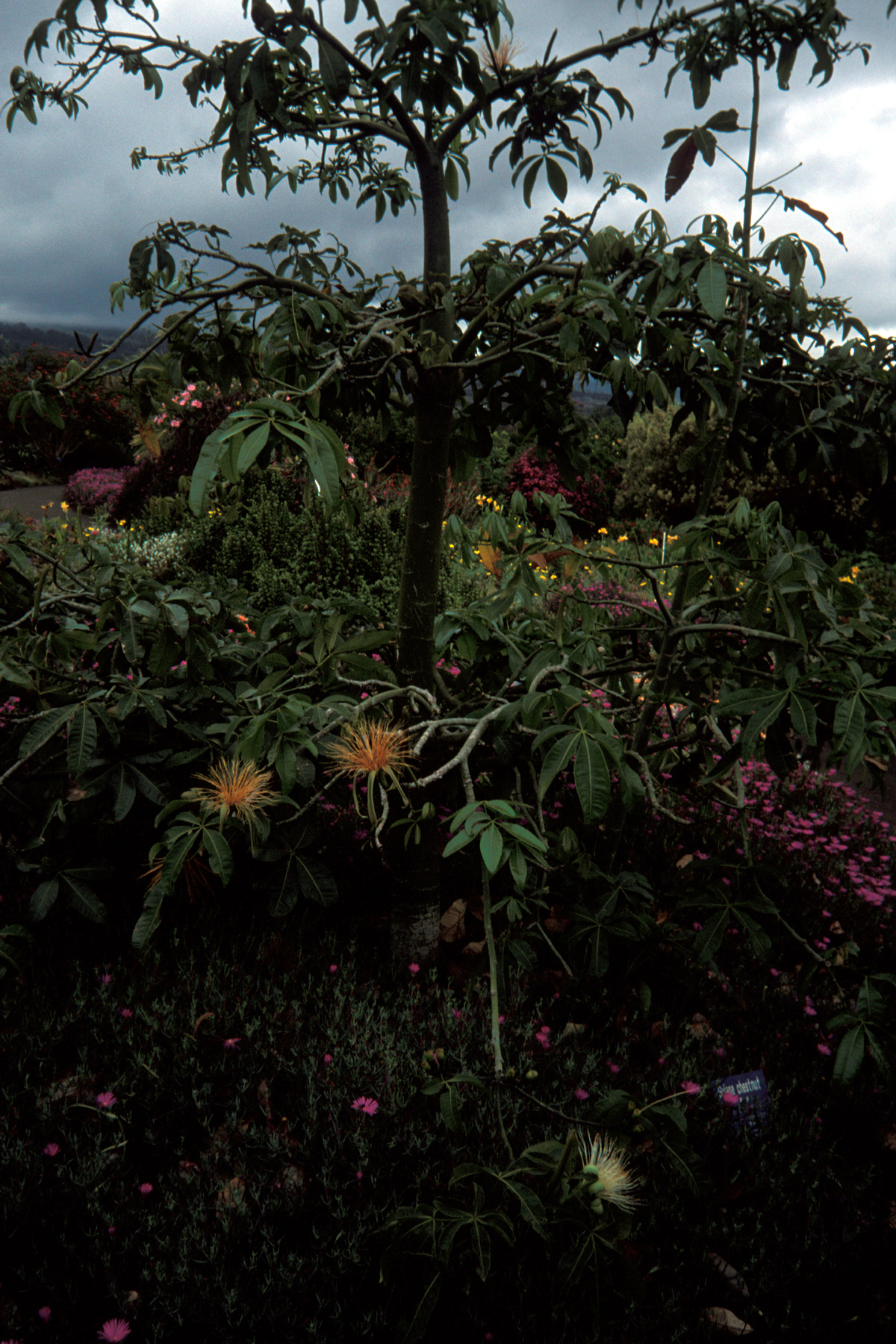
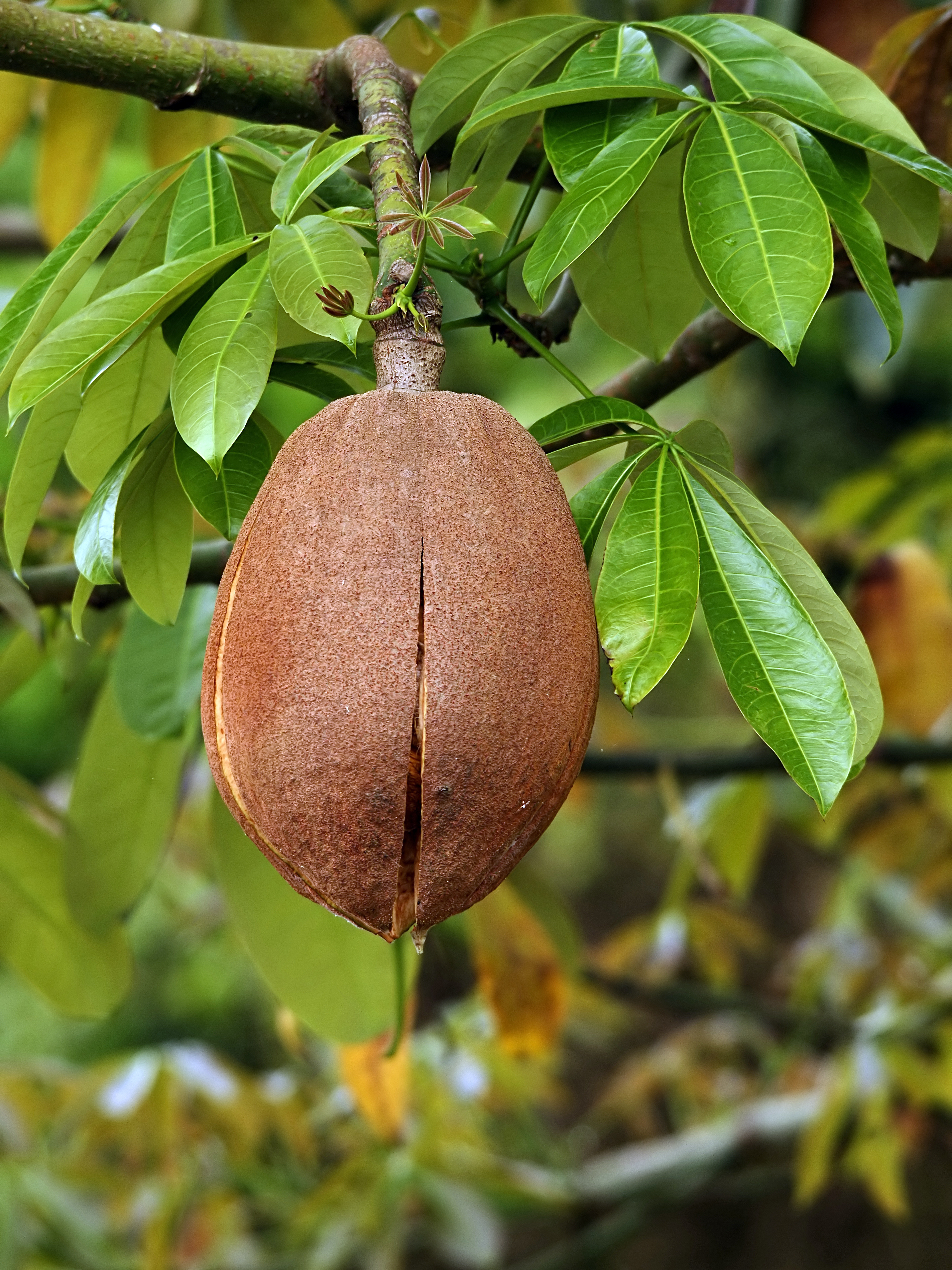